# Velador

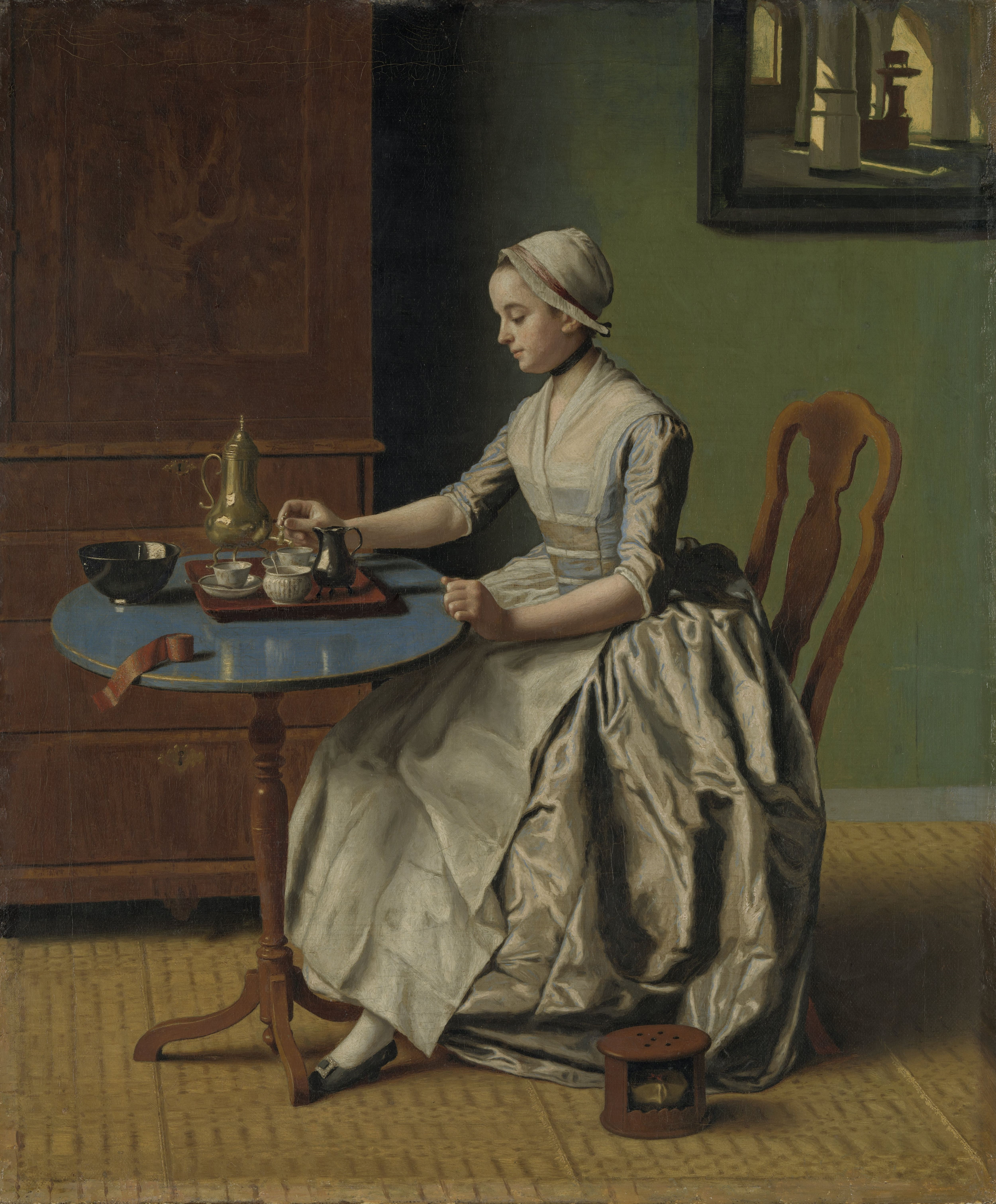
Imagen de una dama con velador. Jean-Étienne Liotard
1744.

Un velador es un tipo de mesa de pequeño tamaño y un solo pie. Suelen tener el tablero redondo.
El velador fue creado en el siglo XVIII para sujetar las velas que se utilizaban para alumbrar las estancias. De ahí proviene su nombre. También fueron utilizados para servir el té, el café o los aperitivos que se ofrecían a las visitas. Son clásicos los veladores popularizados por el diseñador inglés Thomas Chippendale que se caracterizaban por tener un pie único terminado en tres patas sableadas.
Actualmente, el velador es una mesa auxiliar que sirve para apoyar lámparas, libros u otros objetos de decoración. Su pequeño tamaño hace que sean muy comunes en las viviendas al poder colocarse en cualquier rincón u otros espacios poco útiles como los situados entre dos sillones, junto a una estantería, etc.
También reciben el nombre de veladores las mesas pequeñas que se colocan en bares y cafeterías para consumir bebidas o aperitivos. Tienen el tablero redondo de mármol u otro material y la pata de un solo pie a menudo de hierro.